# Бордюков, Пётр Михайлович
Пётр Михайлович Бордюков — советский военный деятель, генерал-майор.

## Биография
Родился в 1911 году в деревне Поддубное Сафоновской волости. Член КПСС с 1939 года.
С 1932 года — на военной службе, общественной и политической работе. В 1932—1971 гг. — мехвод, командир танка, командир взвода, командир роты, помощник командира, старший адъютант, участник Великой Отечественной войны, командир танкового батальона, начальник штаба 64-й танковой бригады, командир 251-го танкового полка, командир 17-го отд. учебного танкового полка, командир 68-й танковой бригады, командир 68-го тяжелого танко-самоходного полка, командир 220-го армейского тяжелого танко-самоходного полка, командир 13-го гвардейского танкового полка, заместитель командира 4-й гвардейской танковой дивизии, командир 8-й гвардейской танковой дивизии, командир 7-й гвардейской танковой дивизии ГСВГ, 1-й заместитель командующего, командующий 7-й танковой армии, начальник отдела боевой подготовки Приволжского ВО, заместитель начальника Управления боевой подготовки Гражданской обороны СССР.
Делегат XXII съезда КПСС.
Умер в Москве в 2002 году.